# Bougy-Villars

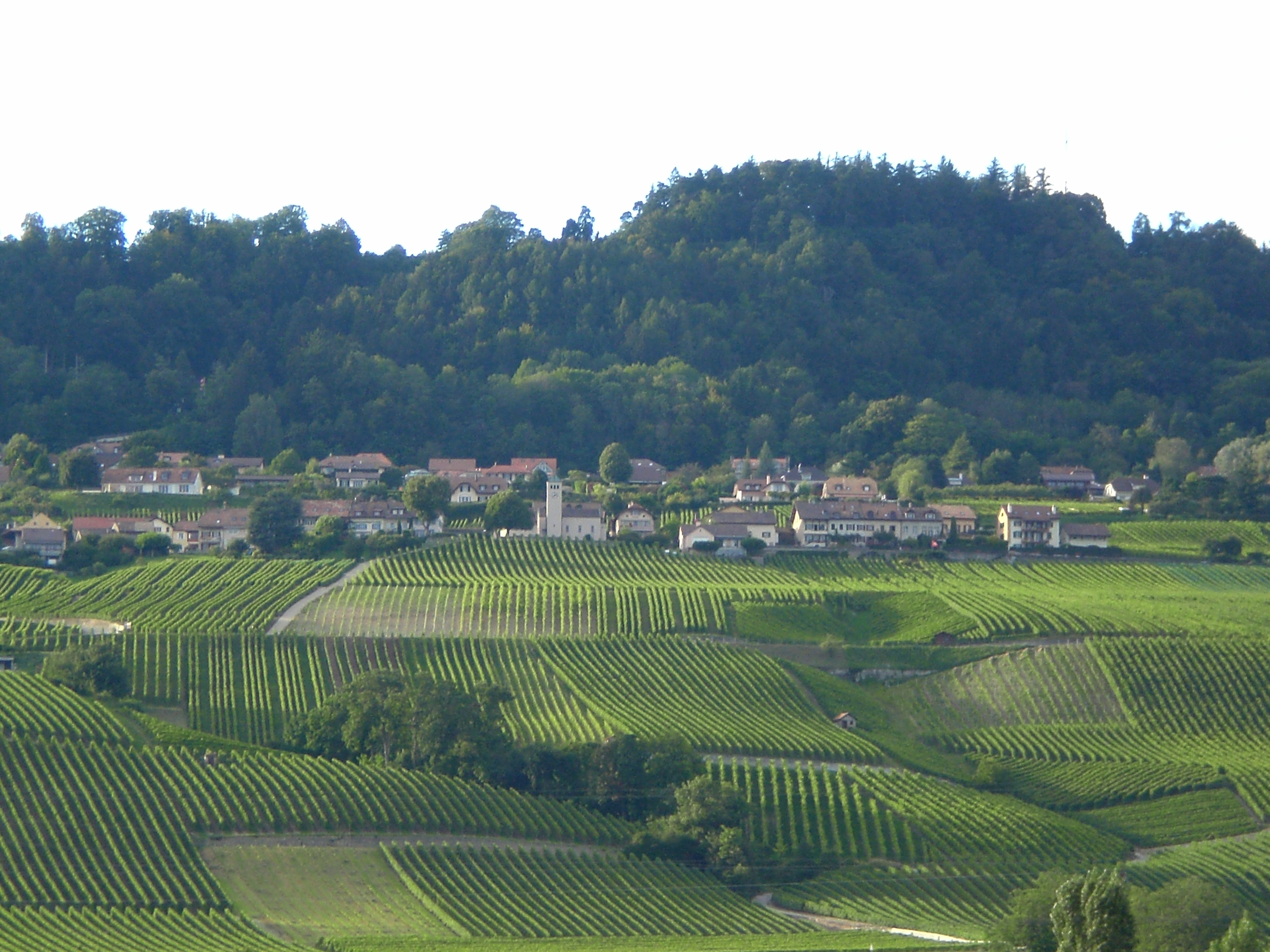
Bougy-Villars

Bougy-Villars este un oraș în Elveția.